# Puoltikasvaara
Puoltikasvaara (nordsamiska: Buoldavárri) är en småort i Gällivare distrikt (Gällivare socken) i Gällivare kommun. Ortens namn betyder troligtvis sydsluttning eller björnberg.
Puoltikasvaara ligger vid sjön Soutujärvi, mitt mellan Gällivare och Kiruna, fem kilometer norr om Skaulo, två mil och fyra kilometer söder om Svappavaara fågelvägen. De sammanflätade vägarna E10/E45 går genom byn. I byn finns en dagligvaruaffär i kooperativ form och ett bageri som säljer bröd och konditorivaror över hela norra Norrbotten samt en grundskola.

## Historik
Skidor som har daterats att vara minst 1500 år gamla och olika sorters fornlämningar som fångstgropar har återfunnits i bygden. Människor har troligtvis funnits i och omkring Puoltikasvaara i årtusenden.

## Befolkningsutveckling
| Befolkningsutvecklingen i Puoltikasvaara 1975–2015            | Befolkningsutvecklingen i Puoltikasvaara 1975–2015 | Befolkningsutvecklingen i Puoltikasvaara 1975–2015 | Befolkningsutvecklingen i Puoltikasvaara 1975–2015 | Befolkningsutvecklingen i Puoltikasvaara 1975–2015 |
| ------------------------------------------------------------- | -------------------------------------------------- | -------------------------------------------------- | -------------------------------------------------- | -------------------------------------------------- |
|                                                               |                                                    |                                                    |                                                    |                                                    |
| År                                                            |                                                    |                                                    | Folkmängd                                          | Areal (ha)                                         |
| 1975                                                          | 1975                                               |                                                    | 208                                                |                                                    |
| 1980                                                          | 1980                                               |                                                    | 240                                                | 70                                                 |
| 1990                                                          | 1990                                               |                                                    | 236                                                | 71                                                 |
| 1995                                                          | 1995                                               |                                                    | 222                                                | 71                                                 |
| 2000                                                          | 2000                                               |                                                    | 193                                                | 69#                                                |
| 2005                                                          | 2005                                               |                                                    | 181                                                | 69#                                                |
| 2010                                                          | 2010                                               |                                                    | 161                                                | 57#                                                |
| 2015                                                          | 2015                                               |                                                    | 169                                                | 55#                                                |
| Anm.: Ny tätort 1975. Upphörde som tätort 2000. # Som småort. |                                                    |                                                    |                                                    |                                                    |

Vid folkräkningen år 1890 var 39 personer skrivna i Puoltikasvaara.